# 河野万里奈
河野 万里奈（かわの まりな、1990年5月21日 - ）は、日本の女性歌手。本名同じ。福岡県春日市出身。
以前は、河野 マリナ名義でソニー・ミュージックアーティスツに所属していた。ディアステージへの事務所の移籍とともに本名と同じ漢字表記に変更。ボンド所属を経て2024年1月よりフリーランスとして活動。

## 来歴
友達の母がピアノ講師をしていた事がきっかけで4歳からピアノを学び始め、歌唱にも興味を持ち始めた。
中学・高校と音楽に打ち込み、最初に弾き語りに挑戦したのは中学生の時。市民ホールのような会場でのピアノ発表会で、曲は自分で選んだ椎名林檎の曲だった。そして高校時代にギターを学び始めた。高校は福岡県立筑紫丘高等学校を卒業。
関西学院大学時代には軽音楽部に入部して、ギターボーカルを担当。アニソンに触れることになるきっかけは大学のサークルの合宿で歌った『マクロスF』の挿入歌『星間飛行』。その頃から『美少女戦士セーラームーン』や『SLAM DUNK』などのアニメソングを歌い始めた。
2010年のアニマックス主催の第4回全日本アニソングランプリ（応募総数10189組）で優勝し、2011年4月からのテレビアニメ『Aチャンネル』オープニングテーマ「Morning Arch」で歌手デビュー。
2012年6月よりニコニコ生放送上にて『おねがい♡マリナちゃん』を放送。この放送は河野マリナ自身が毎月違ったキャラクターのコスプレをし、キャラクターになりきって表現力を学び歌に変えてお届するプロジェクトで、2012年の12月までに計7キャラクター（小学生妹、寂しがりウサギさん、ツンデレチアガール、ドジっこ巫女、ご奉仕メイド、キリッと女教師、猫ギター少女）のコスプレに挑戦した。企画の一部として自身によるアニメソング等のギターの弾き語りも披露。キャラクターのコスプレにちなんだ楽曲の他にもTwitterや番組内に寄せられる視聴者のコメント等からもリクエストとして取り入れ演奏を行った。
弾き語りで使用しているギターは高校時代より愛用しているピンクのストラトキャスター。愛称はギー太郎。
影響を受けたアーティストは、パフォーマンスや立ち振る舞いという点では、SMAPなどのアイドル歌手のライブ、歌という面では、椎名林檎や東京事変。最もよく聴くバンドは、the pillows。
デビューより2周年の日にあたる2013年5月25日土曜日、自身初となるワンマンライブを東京都渋谷区にある渋谷Star loungeにて開催。ライブタイトルは『Imperfect Blue（インパーフェクト・ブルー）』。自身の持ち曲（全9曲）とアニメソングのカバー7曲の合わせて全16曲を歌い上げた。 
2016年より、黒と赤のテレキャスターを使用しており、「ギん次郎」と命名した。
初めてのTwitterトレンド入りは歌ではなく野球だった。『日刊スポーツ』（日刊スポーツNEWS）の記事のタイトル「野球好き歌手がチョコを渡したいプロ野球選手27人」から、「プロ野球選手27人」というワードがトレンド入りを果たした。尊敬する選手は鳥谷敬。
自身が歌う楽曲「アイキャントライ LIVE MOVIE」は、阪神タイガース投手の岩崎優の登場テーマ曲としても認知されている。

## ディスコグラフィ

### シングル
|                              | 発売日         | タイトル                    | 規格品番       | 規格品番       | 最高位         | 備考               |
| 初回限定盤                   | 発売日         | タイトル                    | 通常盤         |                | 最高位         | 備考               |
| アニプレックス               | アニプレックス | アニプレックス              | アニプレックス | アニプレックス | アニプレックス | アニプレックス     |
| ---------------------------- | -------------- | --------------------------- | -------------- | -------------- | -------------- | ------------------ |
| 1st                          | 2011年5月25日  | Morning Arch                |                | SVWC-7767      | 22位           |                    |
| 2nd                          | 2012年2月22日  | たからもの                  | SVWC-7831      | 52位           |                |                    |
| 3rd                          | 2013年10月9日  | その声を覚えてる            | SVWC-7957      | SVWC-7956      | 15位           |                    |
| DearStage RECORDS            |                |                             |                |                |                |                    |
|                              | 2017年9月23日  | 背番号009〜栄冠よ僕に輝け〜 |                | MJDS-1068      |                | ライブ会場限定販売 |
| インペリアルレコード         |                |                             |                |                |                |                    |
| 1st                          | 2019年5月15日  | 真人間入門                  | TECI-670       | TECI-671       | 37位           |                    |
| 2nd                          | 2019年11月20日 | 水恋                        | TECI-703       | TECI-704       | 57位           |                    |
| 河野万里奈（セルフリリース） |                |                             |                |                |                |                    |
|                              | 2023年10月4日  | ドラフト                    | デジタル配信   |                |                |                    |
|                              | 2024年2月14日  | Choose the Cheese           | デジタル配信   |                |                |                    |
|                              | 2025年4月9日   | キミが望むサヨナラ          | デジタル配信   |                |                |                    |

### アルバム
|                | 発売日         | タイトル       | 規格品番       | 規格品番       | 最高位         |
| 初回限定盤     | 発売日         | タイトル       | 通常盤         |                | 最高位         |
| アニプレックス | アニプレックス | アニプレックス | アニプレックス | アニプレックス | アニプレックス |
| -------------- | -------------- | -------------- | -------------- | -------------- | -------------- |
| 1st            | 2013年12月11日 | First Touch    | SVWC-7970/1    | SVWC-7972      | 63位           |

### タイアップ
| 楽曲                               | タイアップ                                                                              |
| ---------------------------------- | --------------------------------------------------------------------------------------- |
| Morning Arch                       | テレビアニメ『Aチャンネル』オープニングテーマ                                           |
| たからもの                         | テレビアニメ『夏目友人帳 肆』エンディングテーマ                                         |
| バルーンシアター                   | OVA『Aチャンネル+smile』オープニングテーマ                                              |
| アラタなるセカイ                   | OVA『アラタなるセカイ』テーマ曲                                                         |
| 消えるdaydream                     | テレビアニメ『猫物語（黒）』エンディングテーマ                                          |
| その声を覚えてる                   | テレビアニメ『〈物語〉シリーズ セカンドシーズン』「囮物語」「鬼物語」エンディングテーマ |
| ∞（Infinite）Reflections           | アーケードゲーム「ガンスリンガー ストラトス2」大阪「日本橋」ステージBGM                 |
| Mind Mission                       | アーケードゲーム「ガンスリンガー ストラトス2」京都「鴨川」ステージBGM                   |
| 花痕 -shirushi-                    | テレビアニメ『〈物語〉シリーズ セカンドシーズン』「花物語」エンディングテーマ           |
| 世界の果て                         | PCゲーム「グリザイア：ファントムトリガー」オープニングテーマ                            |
| Weight of the World/壊レタ世界ノ歌 | PS4/PCゲーム「NieR:Automata」エンディングテーマ                                         |

### 参加作品
- Runaway / CROSS PEACE(王族BAND feat.河野マリナ 名義)
- snowdrop / 春奈るな （春奈るな×河野マリナ ver.）テレビアニメ『〈物語〉シリーズ セカンドシーズン』「恋物語」EDテーマ
- ZERO/Endless NOVA performed by AG7 （AG7(喜多修平/HIMEKA/佐咲紗花/河野マリナ/鈴木このみ/岡本菜摘/小林竜之））名義[13]TVアニメ「最強銀河 究極ゼロ 〜バトルスピリッツ〜」EDテーマ
- GUNSLINGER STRATOS 1&2 Original Soundtrack (∞Reflections、Mind Mission)
- NieR:Automata Original Soundtrack
- 歌物語 -〈物語〉シリーズ主題歌集-

## ライブ
| 公演年 | タイトル                                                                                     | 公演日・会場                             |
| ------ | -------------------------------------------------------------------------------------------- | ---------------------------------------- |
| 2013年 | 河野マリナワンマンライブ「インパーフェクト・ブルー」                                         | 5月25日 渋谷Star lounge                  |
| 2014年 | 河野マリナ ワンマンライブ東京・大阪ツアー「インパーフェクト・ブルー+Ｓ」                     | 1月25日 OSAKA RUIDO                      |
| 2014年 | 河野マリナ ワンマンライブ東京・大阪ツアー「インパーフェクト・ブルー+Ｓ」                     | 2月18日 TSUTAYA O-WEST                   |
| 2016年 | 河野万里奈バースデーライブ 〜ネクストバッターズサークル〜                                    | 5月21日 TSUTAYA O-nest                   |
| 2016年 | 河野万里奈ワンマンライブ 〜ぼくらのバッターボックス〜                                        | 12月2日 渋谷 Glad                        |
| 2017年 | DEARSTAGE WEEK supported by japanぐる〜ヴ Let's Play Ball!〜シーズン開幕戦〜                 | 3月25日 品川プリンスホテル クラブeX      |
| 2017年 | 河野万里奈バースデーワンマンライブ 『きみとぼくとでバッテリー』/『マリナーズ第一回記者会見』 | 6月4日 TSUTAYA O-WEST                    |
| 2017年 | 河野万里奈 全国ツアー『We are MARINARS!!』                                                   | 9月23日 名古屋 アポロベース              |
| 2017年 | 河野万里奈 全国ツアー『We are MARINARS!!』                                                   | 10月14日 大阪 あべのROCKTOWN             |
| 2017年 | 河野万里奈 全国ツアー『We are MARINARS!!』                                                   | 10月15日 福岡 Gate's7                    |
| 2017年 | 河野万里奈 全国ツアー『We are MARINARS!!』                                                   | 10月29日 東京 shibuya duo MUSIC EXCHANGE |
| 2018年 | 河野万里奈 デビュー記念ワンマンライブ ～キミが望むサヨナラ満塁打～                           | 5月19日 渋谷7th FLOOR                    |
| 2019年 | 河野万里奈 再メジャーデビュー・バースデーライブ 〜今日からは真人間〜                         | 5月19日 青山RizM                         |

## 出演イベント
- ANIMAX MUSIX FALL 2010（横浜アリーナ、2010年11月3日）
- わくわくデジタルフェスティバル2011「アニマックス アニソンLIVEステージ」全日本アニソングランプリ歴代優勝者ライブ（御堂会館、2011年2月12日）
- AチャンネルFes! 〜みんなで仲良くAしましょ!〜（日本青年館、2011年8月21日）
- 東日本大震災復興祭2011〜子供たちの未来のために〜（国立代々木競技場、2011年10月30日）
- 練馬アニメカーニバル（としまえん、2011年11月20日）
- ANIMAX MUSIX 2011（横浜アリーナ、2011年11月23日）
- リスアニ! CIRCUIT Vol.02（LIQUIDROOM、2012年7月14日）
- 香港アニメ・コミック＆ゲーム・フェア ACGHK2012（香港コンベンション&エキシビション・センター、2012年7月30日）
- アニソングランプリ2012 韓国決勝大会（在韓日本大使館、2012年8月11日）
- まんが王国とっとり アニソンライブ (倉吉体育文化会館、2012年9月15日）
- 東京国際ミュージックマーケット「TIMM」（Zepp DiverCity Tokyo、2012年10月25日）
- ANIMAX MUSIX 2012（横浜アリーナ、2012年11月23日）
- 生リナLIVE〜猫の音(恩)返し〜（ソニー・ミュージックエンタテインメント乃木坂ビル内食堂、2012年12月21日）
- ANIMAX「第7回全日本アニソングランプリ」福岡予選大会ゲストLIVE（スカラエスパシオ、2013年7月27日）
- Ani－plugged（Shibuya duo MUSIC EXCHANGE、2013年8月18日）
- 佐渡汽船創立100周年イベント「アニメ島プロジェクト」（佐渡市両津文化会館、2013年10月6日）
- 練馬アニメカーニバル（としまえん、2013年11月9日）
- ANIMAX MUSIX 2013＠横浜アリーナ2DAYS（横浜アリーナ、2013年11月24日）
- AnimeJapan 2014／Music Unlimited アニソンライブ (東京ビッグサイト、2014年3月22日)
- にじどこ！ずんどこ！！どんどこ祭 零（倉敷スポーツ公園マスカットスタジアム、2014年6月21日）
- 24時間テレビ37「愛は地球を救う」. チャリティーライブ（名古屋市内、2014年8月31日）
- ANIMAX MUSIX 2014 YOKOHAMA (横浜アリーナ、2014年11月22日）※AG7として出演
- ストラトス音楽祭 (新宿BLAZE、2015年4月30日)
- 《J:COM×アニマックスpresents》河野マリナ＆小林竜之アニソンステージ (練馬文化センター小ホール、2015年10月18日)
- 星煌くLuminous Night Festival 〜Angelic Pretty 15th Anniversary〜（Hilton Tokyo Odaiba、2015年12月7日）
- エコライフ・フェア2016 (代々木公園、2016年6月4日)
- DEARSTAGE SHOWCASE 2016 (品川ステラボール、2016年6月24日)
- TOKYO IDOL FESTIVAL 2016 (お台場・青海周辺エリア、2016年8月5日)
- 第5回 台北國際動漫節 Road to TAIPEI Comic Exhibition（台北世界貿易センター南港展覧館、2017年2月2日・2月3日）
- Music B.B.Presents アニソンB.B. (TSUTAYA O-EAST、2017年12月28日)

## 出演

### アニメ
- Aチャンネル（2011年、マリ）

### テレビ
- ANIMAX MUSIX（アニマックス）
  - 2010 FALL（2011年1月16日 - 30日）
  - 2012（2013年2月10日 - 24日）
  - 2013（2014年2月7日 - 28日）
- 第4回 全日本アニソングランプリ特別番組 プロデビューへの道（2011年3月20日、アニマックス）
- 河野マリナ Special Program「プロデビューへの道」特別編（2011年9月29日、TOKYO MX）
- ネトステ -音人STATION-（2011年6月7日、MUSIC ON! TV）
- 入間人間 創作5周年記念作品『アラタなるセカイ』のセカイ（2012年10月6日、TOKYO MX・BS11 ほか）
- アニぱら音楽館（2013年3月19日、キッズステーション）
- リスアニ!TV（2013年10月4日 - 11日・12月6日、TOKYO MX）
- エンタメ通信（2013年10月5日、BBCびわ湖放送）
- なかのひと。（2013年10月29日 - 11月19日、北海道放送・MUSIC ON! TV）
- STUDIO MUSIX（2014年1月5日、アニマックス）
- パネルクイズ アタック25（2021年6月6日、ABC朝日放送）※番組内でトップ賞受賞

### ラジオ
- AV Music Channel（2012年2月21日、AIR-G'）
- アニソン・アカデミー（2013年10月12日、NHK-FM）

### インターネット放送
- 帰ってきた『おねがい&マリナちゃん』（2013年3月24日、ニコニコ生放送）
- 『おねがいマリナちゃん』リターンズ 〜三時間目〜（2013年10月8日、ニコニコ生放送）
- 河野マリナ 3rdシングル「その声を覚えてる」発売記念 トーク&スタジオLIVE（2013年10月10日、ニコニコ生放送）
- 河野万里奈チャンネル（2016年3月11日 - 、ニコニコ生放送）
（弾き語り生放送『～Next Batter's Circle ～』2016年3月13日 - 2018年4月12日放送 >>アーカイブ）

### 舞台
- 舞台「GIRLS TREK」（2016年12月7日[14]、シアターブラッツ） - 宇水蓮 役
- 舞台「サイレントメビウス」（2017年3月29日 -　4月2日、シアターサンモール） - シーン・ギニアス・ソーンディモー 役

### ミュージックビデオ
- ダイソー「Happy Price Paradise」（2024年11月23日 - 、JOYSOUND）[15][16]